# Сункус

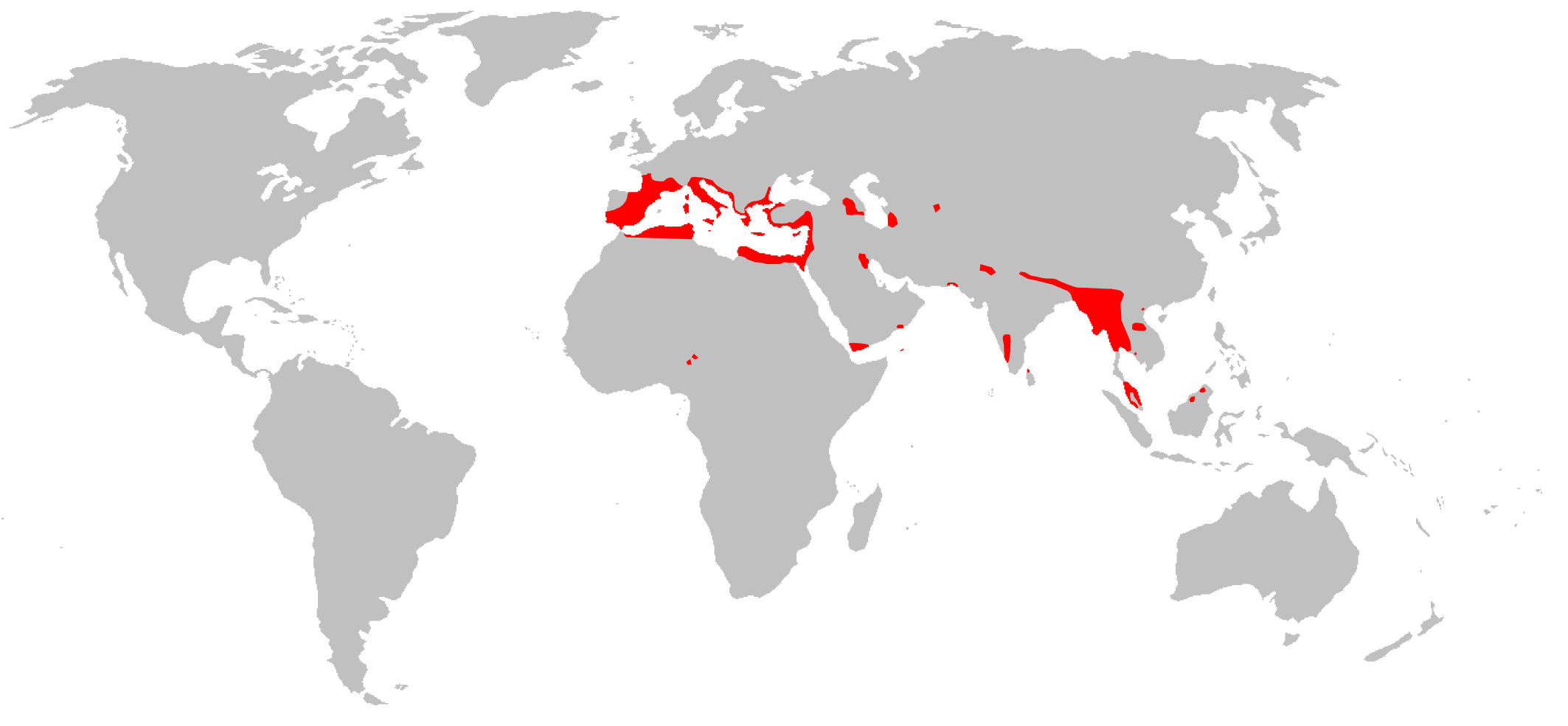
Ареал сункуса етруського

Су́нкус, або багатозуб (Suncus) — рід землерийок з родини мідицевих (Soricidae), її підродини білозубкових (Crocidurinae).
Сункуси — одні з найменших ссавців на планеті.
Відомо 18 видів сункусів (за «Види ссавців світу», 2005):
aequatorius, ater, dayi, etruscus, fellowesgordoni, hosei, infinitesimus, lixus, madagascariensis, malayanus, megalura, mertensi, montanus, murinus, remyi, stoliczkanus, varilla, zeylanicus.
1980 року один з видів цього роду — сункуса етруського (Suncus etruscus) було визнано рідкісним видом ссавців фауни України, і до 1994 року цей вид охоронявся в Україні відповідно до Положення про Червону книгу України.